# ایسکمی حاد اندام
ایسکمی حاد اندام (ALI) زمانی اتفاق می‌افتد که یک عضو به‌طور ناگهانی در عرض 14 روز پس از شروع علائم، فاقد گردش جریان خون شود. از سوی دیگر، زمانی که علائم بیش از 14 روز باشد، ایسکمی اندام بحرانی ( نامیده می‌شود. CLI مرحله پایانی بیماری عروق محیطی است که در آن هنوز مقداری گردش خون جانبی (مسیرهای گردش خون متناوب) وجود دارد که مقداری جریان خون (هر چند ناکافی) را به قسمت‌های انتهایی اندام‌ها می‌رساند. در حالی که اندام‌ها در عارضه ایسکمی حاد و مزمن اندام ممکن است بدون نبض باشند، اندام ایسکمیک مزمن به دلیل شبکه شریان جانبی به خوبی توسعه یافته، معمولاً گرم و صورتی هستند و نیازی به مداخله اورژانسی برای جلوگیری از از دست دادن اندام ندارند، در حالی که ALI یک عارضه اورژانسی عروق است.
ایسکمی حاد اندام معمولاً در اثر آمبولی یا ترومبوز یا به ندرت در اثر دیسکسیون یا تروما ایجاد می‌شود. ترومبوز معمولاً در اثر بیماری عروق محیطی (بیماری تصلب شرایین که منجر به انسداد عروق خونی می‌شود) ایجاد می‌گردد، در حالی که آمبولی معمولاً منشأ قلبی دارد. در ایالات متحده تخمین زده می‌شود که ALI در ۱۴ نفر از هر ۱۰۰۰۰۰ نفر در سال رخ می‌دهد. با مراقبت‌های جراحی مناسب، ایسکمی حاد اندام یک وضعیت بسیار قابل درمان است. با این حال، درمان تأخیری (بیش از ۶ تا ۱۲ ساعت) می‌تواند منجر به ناتوانی دائمی، قطع عضو و/یا مرگ شود. تشخیص زودهنگام و گام‌هایی در جهت رفع مشکل با تکنیک‌های حفظ اندام می‌تواند اندام را نجات دهد. سندرم کمپارتمان یک عارضه گاه به گاه است که ممکن است در ایسکمی حاد اندام نیز به دلیل بیوتوکسین‌هایی که دور انسداد تجمع می‌یابند و منجر به ادم می‌شوند، رخ دهد.

## علائم و نشانه‌ها
علائم ایسکمی حاد اندام می‌تواند از چند دقیقه تا چند روز رخ دهد.
علائم کلاسیک ایسکمی حاد اندام عبارتند از:
- درد - معمولاً به صورت دیستال در اندام شروع و به سمت پروگزیمال حرکت می‌کند و با بدتر شدن ایسکمی شدت آن افزایش می‌یابد.
- رنگ پریدگی - اندام ممکن است رنگ پریده و خالدار به نظر برسد
- پوکیلوترمی - ناتوانی در حفظ ثابت دمای مرکزی بدن
- بی‌نبض یا کاهش شدید نبض
- پارستزی - احساسات غیرطبیعی در اندام، که نشان دهنده اختلال در عملکرد اعصاب به دلیل ایسکمی است.
- فلج کامل - نشان دهنده ایسکمی پیشرفته

این علائم "شش P" نامیده می‌شوند. آنها معمولاً به اشتباه به سندرم کمپارتمان نسبت داده می‌شوند.
علائم همچنین ممکن است شامل لنگش متناوب یا درد در هنگام استراحت باشد. در مراحل پایانی، خواب رفتگی (بی‌حسی کامل) به دلیل مرگ سلول‌های عصبی جایگزین پارستزی می‌شود. در موارد شدید، قانقاریا می‌تواند به‌طور ناگهانی رخ دهد و به سرعت گسترش یابد، و باید ظرف شش ساعت پس از ایسکمی، درمان شود.
هنگامی که بیماران با حمله ناگهانی و شدید مراجعه می‌کنند، انسداد آمبولیک برای آنها باید در نظر گرفته شود. انسداد حاد شریانی نیز ممکن است منجر به اسپاسم شریانی شود که باعث ظاهر سفید «مرمری» می‌گردد. بیمارانی که علل آمبولیک (تکه کوچکی از ضایعات که از جای دیگری در بدن مانند قلب جدا می‌شود) دارند، اغلب با کاهش نبض‌های یک طرفه خود را نشان می‌دهند، در حالی که بیمارانی که دارای ترومبوتیک (لخته‌ای که مستقیماً در رگ خونی تشکیل می‌شود) علت ALI آن‌ها است، مانند تصلب شرایین، عارضه اغلب با کاهش نبض‌های دو طرفه تظاهر می‌کنند.

## علل
بیشتر ایسکمی حاد اندام ناشی از ترومبوز (۴۰٪ موارد)، آمبولی (۳۰٪)، ترومبوز پیوند عروقی (۲۰٪)، ترومبوز توسط آنوریسم شریان پوپلیتئال (۵٪) و ترومای حاد (۵٪) است.

### عوامل خطر
عوامل خطر عبارتند از: سابقه دیابت، بیماری عروق کرونر، استعمال دخانیات، فیبریلاسیون دهلیزی، اختلالات انعقادی بیش از حد، بیماری‌های خودایمنی، یا بیماری‌های مؤثر بر بافت‌های همبند، مانند سندرم اهلرز-دانلوس. در غیر این صورت در یک بیمار که هیچ فاکتور خطر شناخته شده‌ای ندارد، باید به فیبریلاسیون دهلیزی همراه با آمبولی مشکوک بود.

### ترومبوز
ترومبوز زمانی رخ می‌دهد که یک لخته خون در داخل یک سرخرگ تشکیل شود که می‌تواند ناشی از تصلب شرایین یا حالت انعقادپذیری بالا باشد. این عارضه منجر به انسداد شریان و در نتیجه ایسکمی می‌شود. برخلاف علل آمبولی ایسکمی اندام، ترومبوز پیشرونده است و با گذشت زمان ایجاد می‌شود. در حالت‌های انعقادپذیری بالا، ترومبوز می‌تواند در نواحی بدون آترواسکلروز رخ دهد و معمولاً در بیماران مبتلا به بدخیمی، افزایش تمایل به لخته شدن خون یا جریان خون کم ظاهر می‌شود.

### آمبولی
منابع رایج آمبولی که منجر به انسداد شریانی می‌شود شامل ترومبوس از قلب یا ضایعات از آئورت پروگزیمال است. با عبور آمبولی از طریق شریان‌های محیطی که باریک‌تر هستند، خطر انسداد افزایش می‌یابد. شریان‌هایی که بیشتر تحت تأثیر آمبولی قرار می‌گیرند شامل شریان فمورال مشترک، ایلیاک مشترک و انشعابات شریان پوپلیتئال است.

### ترومبوز پیوند عروقی
ترومبوز در نتیجه مداخلات قلبی به‌طور فزاینده ای رایج شده است. لخته ممکن است در غلاف یا نوک کاتتر ایجاد شود که به‌طور بالقوه باعث آمبولی در حین برداشتن غلاف می‌شود.

### آنوریسم
ترومبوزهای تشکیل شده در داخل آنوریسم اغلب در شریان پوپلیتئال دیده می‌شوند. گزارش شده است که ایسکمی حاد اندام ناشی از آنوریسم شریان پوپلیتئال ۲۰ تا ۶۰ درصد احتمال از دست دادن اندام و ۱۲ درصد مرگ و میر دارد.

### تروما
ایسکمی حاد اندام همچنین ممکن است به دلیل اختلال تروماتیک جریان خون در اندام ایجاد شود که ممکن است با علائم سخت یا علائم نرم آسیب عروقی ظاهر شود. علائم سخت شامل خونریزی ضربانی، هماتوم‌های در حال گسترش (جمع شده خون) یا عدم وجود نبض دیستال است و باید به صورت اورژانسی مورد عمل جراحی قرار گیرد. علائم نرم شامل کاهش نبض یا آسیب عصبی است.

## تشخیص

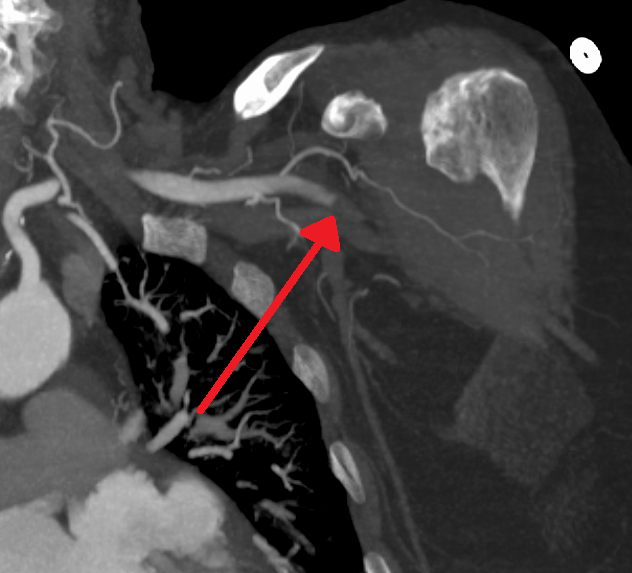
انسداد حاد شریان زیر بغل منجر به یک اندام ایسکمیک همان‌طور که در سی تی آنژیوگرافی دیده می‌شود

پس از شناسایی علائم و نشانه‌های ایسکمی حاد اندام، باید علت و محل انسداد و شدت آن بررسی شود. معاینه بالینی نبض می‌تواند برای تشخیص محل انسداد با یافتن ناحیه ای که نبض در آن تشخیص داده می‌شود تا ناحیه ای که نبض از بین می‌رود، انجام شود. همچنین دمای پوست در ناحیه بدون نبض در مقایسه با مناطقی که نبض‌ها وجود دارند سردتر است.
ارزیابی داپلر اغلب اولین انتخاب تصویربرداری برای تشخیص ALI است زیرا ارزان، در دسترس، غیر تهاجمی است و می‌تواند در مدت زمان کوتاهی انجام شود. برای نشان دادن وسعت و شدت ایسکمی با نشان دادن جریان در شریان‌های کوچکتر استفاده می‌شود. انسداد شریان با کاهش یا عدم وجود جریان در دیستال انسداد دیده می‌شود. سونوگرافی داپلر حتی می‌تواند پلاک آمبولیک و ترومبوتیک را تشخیص دهد. اولی یک ترومب مشخص و گرد را نشان می‌دهد، در حالی که دومی لومن شریانی باریک با پلاک آترواسکلروتیک را نشان می‌دهد.
اگرچه سونوگرافی داپلر اطلاعات بسیار خوبی را ارائه می‌دهد، اما ممکن است در ارزیابی شریان‌های آئورت یا ایلیاک در بیمارانی که چاق هستند یا گاز قابل توجهی دارند، مشکل‌هایی وجود داشته باشد. سایر ابزارهای تشخیصی سونوگرافی دوبلکس، سی‌تی آنژیوگرافی (CTA) و آنژیوگرافی تشدید مغناطیسی (MRA) هستند. CTA و MRA تصاویر با وضوح بالاتری را ارائه می‌دهند که در برنامه‌ریزی ریواسکولاریزیشن مورد استفاده قرار می‌گیرند، اما ممکن است به دلیل محدودیت‌های زمانی، تنها در بیمارانی که اندام در معرض خطری ندارند، استفاده شوند. CTA از تشعشع استفاده می‌کند و ممکن است عروقی را که در دیستال انسداد قرار دارند، برای باز رگ‌سازی جذب ماده نداشته باشد، اما بسیار سریعتر از MRA است. در درمان ایسکمی حاد اندام، زمان‌بندی همه چیز است.
بیمارانی که مشکوک به ALI هستند نیز باید برای آمبولی قلبی، ترومبوز قلبی، انفارکتوس میوکارد و عملکرد قلب، رادیوگرافی قفسه سینه و اکوکاردیوگرام ارزیابی دریافت کنند.
مقیاس طبقه‌بندی رادرفورد پرکاربردترین سیستم برای تعیین پیش آگهی و استراتژی مدیریت در این عارضه است.
| دسته‌بندی                        | شرح/پیش‌آگهی                                                | یافته‌ها                                    | یافته‌ها       | علائم داپلر | علائم داپلر |
|                                 |                                                            | از دست دادن حسی                            | ضعف عضلانی    | شریانی      | وریدی       |
| ------------------------------- | ---------------------------------------------------------- | ------------------------------------------ | ------------- | ----------- | ----------- |
| I. قابل اجرا                    | بلافاصله تهدید نمی‌شود                                      | هیچ‌کدام                                    | هیچ‌کدام       | قابل شنیدن  | قابل شنیدن  |
| IIa. به‌طور حاشیه ای تهدید می‌شود | در صورت درمان فوری قابل نجات است                           | حداقل (انگشت پا) یا هیچ                    | هیچ‌کدام       | نامفهوم     | قابل شنیدن  |
| IIb. بلافاصله تهدید می‌شود       | قابل نجات با ریواسکولاریزیشن فوری                          | بیشتر از انگشتان پا، درد استراحت همراه است | خفیف یا متوسط | نامفهوم     | قابل شنیدن  |
| III. برگشت‌ناپذیر                | از دست دادن عمده بافت یا آسیب دائمی عصبی اجتناب ناپذیر است | عمیق، بی‌حس کننده                           | عمیق، فلج     | نامفهوم     | نامفهوم     |

## پیشگیری
پیشگیری اولیه از ایسکمی حاد اندام با آگاهی از بیماری شریان محیطی (PAD) شروع می‌شود. در بیماران مبتلا به PAD، ترک سیگار، کنترل وزن، کنترل فشار خون، کنترل دیابت، فعالیت بدنی و کنترل ریتم در مبتلایان به فیبریلاسیون دهلیزی باید در بیمار مورد تشویق قرار گیرد. اصلاح شیوه زندگی مانند ورزش، تغذیه سالم، مدیریت وزن و مدیریت استرس همگی در کاهش التهاب و سایر عوامل خطر برای PAD مهم هستند. درمان دارویی مانند داروهای ضد فشار خون، درمان کاهنده چربی، درمان ضد دیابت و ضدلخته‌ها را می‌توان در زمانی که اصلاح سبک زندگی به تنهایی کافی نیست در نظر گرفت. داروهای ضد پلاکتی با شواهد سطح 1C برای بیماران مبتلا به PAD علامت دار با ترجیح کلوپیدوگرل بر آسپرین توصیه می‌شود. کارآزمایی VIVA کاهش ۷ درصدی مرگ و میر ناشی از استفاده از شاخص فشار مچ پا-بازویی (ABI)، مدیریت فشار خون و سونوگرافی را برای غربالگری بیماری عروقی نشان داد.

## درمان
معمولاً ابتدا برای جلوگیری از ایجاد لخته و کمک به کاهش ایسکمی، ضد انعقاد اولیه با هپارین توصیه می‌شود.

### ملاحظات در درمان
بهترین دوره درمان در هر مورد متفاوت است. قبل از تصمیم‌گیری در مورد درمان مناسب، پزشک باید جزئیات پرونده را در نظر بگیرد. هیچ درمانی برای همه بیماران مؤثر نیست.
درمان به عوامل زیادی بستگی دارد، از جمله:

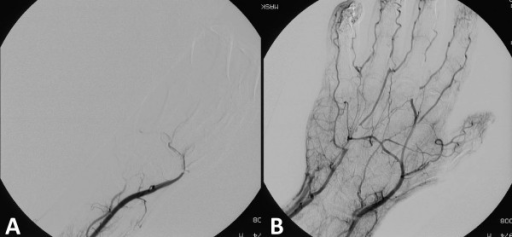
آنژیوگرافی قبل و بعد از درمان ترومبولیتیک ایسکمی حاد اندام.

- نوع انسداد
- محل ضایعات
- آناتومی ضایعات
- عوامل خطر فردی
- ریسک رویه ای
- تظاهرات بالینی علائم
- مدت زمان علائم
- و غیره[۲۲]

### مداخله اندوواسکولار
مداخلات اندوواسکولار برای ALI روش‌های کم تهاجمی هستند که برای بازیابی سریع جریان خون و اجتناب از جراحی‌های گسترده‌تر طراحی شده‌اند. در مداخلات اندوواسکولار، از کاتتر برای تحویل داروهایی مانند ترومبولیتیک برای حل کردن لخته استفاده می‌شود. در گذشته، استرپتوکیناز اصلی‌ترین ماده شیمیایی ترومبولیتیک بود. اخیراً داروهایی مانند فعال کننده پلاسمینوژن بافتی، اوروکیناز و آنیسترپلاز به جای آنها استفاده شده است. روش‌های مکانیکی تزریق ترکیبات ترومبولیتیک با معرفی کاتترهای اسپری پالس بهبود یافته است - که فرصت بیشتری را برای بیماران فراهم می‌کند تا از جراحی اجتناب کنند. ترومبولیز فارماکولوژیک نیاز به قرار دادن کاتتر در ناحیه آسیب‌دیده دارد، اغلب سیمی با سوراخ‌هایی به کاتتر متصل می‌شود که اجازه می‌دهد ناحیه پراکندگی وسیع‌تری از عامل ترومبولیتیک ایجاد شود. این عوامل ترومبوز ایجاد کننده ایسکمی را به سرعت و به‌طور مؤثر لیز می‌کنند. با این حال، اثربخشی درمان ترومبولیتیک به دلیل عوارض هموراژیک محدود شده است. اندازه‌گیری سطح فیبرینوژن پلاسما به عنوان پیش‌بینی کننده این عوارض خونریزی دهنده پیشنهاد شده است. با این حال، بر اساس یک بررسی سیستماتیک از متون پژوهشی موجود تا ژانویه ۲۰۱۶، ارزش پیش‌بینی پلاسما اثبات نشده است. پس از حل یا برداشتن لخته، ممکن است یک استنت یا بالون برای باز نگه داشتن شریان و جلوگیری از ایسکمی بیشتر در محل قرار داده شود.
عوارض عمده ترومبولیز شامل خونریزی داخل جمجمه، خونریزی عمده، سندرم کمپارتمان و شکست ترومبولیز است.

### مدیریت جراحی
جراحی اغلب در افرادی با کلاس رادرفورد 2b یا بالاتر توصیه می‌شود، زیرا جریان خون عموماً با سرعت بیشتری بازیابی می‌شود. مداخله جراحی اولیه در ایسکمی حاد اندام، آمبولکتومی اورژانسی با استفاده از کاتتر فوگارتی است، به شرطی که اندام همچنان در بازه زمانی ۴ تا ۶ ساعت زنده بماند. گزینه‌های دیگر شامل بای پس عروقی برای هدایت جریان خون در اطراف لخته است.

### مدیریت پزشکی
برای پیشگیری ثانویه از ALI، تجویز ضد انعقاد برای طولانی مدت و مدیریت آترواسکلروز باید در نظر گرفته شود.

## پیش آگهی
خطر مرگ و میر و حوادث قلبی عروقی در افراد مبتلا به ایسکمی اندام بالا است. در بازه یک سال، حدود ۲۰–۲۵٪ از این بیماران می‌میرند و ۲۵–۳۰٪ نیاز به قطع عضو پیدا می‌کنند.

## اپیدمیولوژی
علت اصلی ایسکمی حاد اندام، آمبولی شریانی (۸۰٪) است، در حالی که ترومبوز شریانی مسئول ۲۰٪ موارد است. در موارد نادر، آنوریسم شریان پوپلیتئال برای ایجاد لخته خون یا آمبولی که منجر به ایسکمی می‌شود، یافت شده است.